# Johannes Höhne
Johannes Höhne MSC (ur. 12 sierpnia 1910 w Herben, zm. 27 maja 1978) – niemiecki duchowny rzymskokatolicki, misjonarz Najświętszego Serca Jezusowego, wikariusz apostolski i arcybiskup Rabaulu.

## Biografia
Johannes Höhne urodził się 12 sierpnia 1910 w Herben w Niemczech. 14 marca 1937 otrzymał święcenia prezbiteriatu i został kapłanem misjonarzy Najświętszego Serca Jezusowego.
1 marca 1963 papież Jan XXIII mianował go wikariuszem apostolskim Rabaulu oraz biskupem tytularnym Urimy. 11 maja 1963 przyjął sakrę biskupią z rąk biskupa Münsteru Josepha Höffnera. Współkonsekratorami byli biskup Manado Nicolas Verhoeven MSC oraz biskup pomocniczy Münsteru Heinrich Baaken.
Jako ojciec soborowy wziął udział w soborze watykańskim II (z wyjątkiem I sesji). 15 listopada 1966 jego wikariat apostolski został podniesiony do rangi archidiecezji. Tym samym bp Höhne został arcybiskupem. Zmarł 27 maja 1978.